# Matt Shea
Matt Shea (Londra, 16 dicembre 1991) è un giornalista, conduttore televisivo e documentarista britannico.
La sua notorietà deriva principalmente dai documentari da lui prodotti per VICE: Iceman, Targeted Individuals, The Pink Cocaine Wave, Ravers Vs. Putin, The Last Festival on Earth e High Society.
Molte delle sue produzioni si incentrano sul crimine, spesso riuscendo ad ottenere testimonianze dai criminali.

## Carriera
Inizia la sua carriera scrivendo per il VICE Magazine.
Seguirà VICE nel suo spostamento verso il mondo del digitale, producendo filmati, documentari e serie come Gaycation, con Elliot Page e Chemsex.
Nel 2015, produce il documentario su Wim Hof, Iceman, il quale, divenuto popolare, susciterà un interesse mondiale per il metodo Wim Hof. Nello stesso anno produrrà anche un documentario sul truffatore Edward Davenport.
Nel 2018 produce il documentario Britain's Cocaine Epidemic per Channel 5.
Nel 2019 dirige il documentario Time To Die, che racconta la rete globale sulla quale si trafficano sostanze utili al suicidio.
Nel 2022, è il primo giornalista al quale la Mafia albanese e il Clan del Golfo colombiano concede l'accesso alle proprie operazioni, producendo così il documentario A New Cocaine Mafia per Channel 4.
Nel 2023, pubblica il suo reportage per VICE su Andrew Tate, The Dangerous Rise of Andrew Tate.

## Riconoscimenti
- 2015 – Webbie Award for Best Web Personality/Host 2015 for Iceman[13]
- 2015 – Grierson Award (nomination) per Chemsex[14]
- 2016 – Emmy Award (nomination) per Gaycation[15]
- 2019 - Fragments Festival Best Feature - winner - for Time to Die[16]